# Drimia exigua
Drimia exigua är en sparrisväxtart som beskrevs av Brita Stedje. Drimia exigua ingår i släktet Drimia och familjen sparrisväxter.
Artens utbredningsområde är Etiopien. Inga underarter finns listade i Catalogue of Life.